# Elise Bouwens
Elise Bouwens, née le 16 mars 1991 à Waardenburg, est une nageuse néerlandaise.
Elle a remporté la médaille de bronze du relais 4 × 100 m nage libre aux Championnats du monde 2013.

## Palmarès

### Championnats du monde

#### En grand bassin
- Championnats du monde 2013 à Barcelone (Espagne) : 
  -  Médaille de bronze au titre du relais 4 × 100 m nage libre.